# 12.º distrito congresional de Nueva Jersey
El 12.º distrito congresional es un distrito congresional que elige a un Representante para la Cámara de Representantes de los Estados Unidos por el estado de Nueva Jersey.  Según la Oficina del Censo, en 2011 el distrito tenía una población de 697 735 habitantes. Actualmente el distrito está representado por el Demócrata Rush Holt.

## Geografía
El 12.º distrito congresional se encuentra ubicado en las coordenadas 40°22′27″N 74°34′26″O / 40.37417, -74.57389.

## Demografía
Según la Oficina del Censo de los Estados Unidos, en 2011 había 697 735 personas residiendo en el 12.º distrito congresional. De los 697 735 habitantes, el distrito estaba compuesto por 489 195 (70.1%) blancos; de esos, 479 015 (68.7%) eran blancos no latinos o hispanos. Además 82 012 (11.8%) eran afroamericanos o negros, 1 368 (0.2%) eran nativos de Alaska o amerindios, 104 625 (15%) eran asiáticos, 100 (0%) eran nativos de Hawái o isleños del Pacífico, 17 299 (2.5%) eran de otras razas y 13 316 (1.9%) pertenecían a dos o más razas. Del total de la población 54 036 (7.7%) eran hispanos o latinos de cualquier raza; 9 052 (1.3%) eran de ascendencia mexicana, 18 278 (2.6%) puertorriqueña y 3 125 (0.4%) cubana. Además del inglés, 1 864 (6%) personas mayor a cinco años de edad hablaban español perfectamente.
El número total de hogares en el distrito era de 251 682, y el 71% eran familias en la cual el 34.2 tenían menores de 18 años de edad viviendo con ellos. De todas las familias viviendo en el distrito, solamente el 57.9% eran matrimonios. Del total de hogares en el distrito, el 3.6 eran parejas que no estaban casadas, mientras que el 0.5% eran parejas del mismo sexo. El promedio de personas por hogar era de 2.67. 
En 2011 los ingresos medios por hogar en el distrito congresional eran de US$83 189, y los ingresos medios por familia eran de US$134 664. Los hogares que no formaban una familia tenían unos ingresos de US$75 221. El salario promedio de tiempo completo para los hombres era de US$80 010 frente a los US$55 441 para las mujeres. La renta per cápita para el distrito era de US$41 541. Alrededor del 4.1% de la población estaban por debajo del umbral de pobreza.